# 特別科学学級
特別科学学級（とくべつかがくがっきゅう）とは、第二次世界大戦末期、日本を支える優秀な科学者や技術者の育成を目的として設けられた英才学級のことである。全国から選抜された児童・生徒が高度なエリート教育を受け、結果として敗戦後の高度経済成長を牽引する人材として、理工系をはじめ各界で活躍した。「特別科学教育学級」、「特別科学教育班」、「特別科学組」とも呼ぶ。

## 概要
1944年9月9日、衆議院議員永井柳太郎によって「戦時穎才教育機関設置に関する建議案」が衆議院に建議され、同年9月11日に可決。
同年12月26日、文部省は、「科学に関し高度の天分を有する学徒に対し特別なる科学教育を施し我国科学技術の飛躍的向上を図らんが為之が実施に関する方途を研究せんとす」として、
- 東京高等師範学校（東京教育大学を経た、現在の筑波大学）
- 東京女子高等師範学校（現：お茶の水女子大学）
- 広島高等師範学校（現：広島大学教育学部）
- 金沢高等師範学校（現：金沢大学教育学部）

に特別科学教育班を設置。

### 特別科学学級の設置校
全国各地の国民学校の4年生から6年生および旧制中学校の1年生から3年生の中から数学・物理学・化学に秀でた児童・生徒を選抜し、上記各高師・女高師の附属小中学校（金沢高師のみ当時附属校が存在しなかったため近隣の小中学校）、
- 東京高師附属国民学校・中学校（現：筑波大附属小、筑波大附属中・高）
- 東京女高師附属国民学校・中学校（現：お茶の水女子大附属小、お茶の水女子大附属中、お茶の水女子大附属高）
- 広島高師附属国民学校・中学校（現：広島大附属小、広島大附属中・高）
- 石川師範附属国民学校（現：金沢大附属小）、石川県立金沢第一中学校（現：石川県立金沢泉丘高）

ただし、金沢一中特別科学学級の生徒は戦後設立の金沢高師附属中（現：金沢大附属高）に編入し、その母体となった。
にて1945年1月から授業を開始した。
さらに同年4月からは湯川秀樹や駒井卓たちの意向により、京都帝国大学にも特別科学教育班が設置された。京都帝国大学には附属校が存在しなかったので、
- 京都師範学校附属国民学校（現：京都教育大附属京都小中）
- 京都府立第一中学校（現：京都府立洛北高）

に特別科学学級が設置され、こちらは同年5月22日から授業が始まった。各学年の定員は30名だった。

### カリキュラム
授業のレベルは「旧制高校第2学年修了迄の全教育内容を、旧制中学第4学年卒業（旧制中学は本来5年制）までに理解把握させる」ものであり、例えば数学では、中学1年で関数、対数、3年で導関数、積分、微分方程式を学ばせた。特別科学学級では、各高等師範学校や帝国大学の教官が直々に旧制高等学校（現在の四年制大学教養課程）レベルの授業を行い、物理・化学の実験にも重点が置かれた。
経済学者の佐和隆光によると、ある京都大学名誉教授は湯川から直接物理学を教わったと証言している。当時、禁書とされていた津田左右吉の『古事記及び日本書紀の新研究』を題材に用いるなど、当時の軍国主義的イデオロギーにとらわれない高度な内容の授業で進度も速かった。
さらに、特別科学学級の児童・生徒は学徒動員が免除され、学習を継続しうる特権を持つとともに、上級学校への進学が保証された。

### 制度の終焉とその後
第二次世界大戦で日本が敗北してから「差別的で民主主義に反する」との批判を受けて1946年11月に廃止が決定され、1947年3月31日をもって特別科学学級は終了となった。
しかし、特別科学学級の出身者は、戦後の高度経済成長を牽引するエリートとして、各界で活躍した。

## 主な特別科学学級出身者
東京高等師範学校附属中学校（現：筑波大学附属中学校・高等学校）の場合、
- 1期生17名（1948年ならびに1949年に同校を卒業）の進学先は東京大学が10名、東京教育大学が2名、大阪大学、名古屋大学、東京工業大学、東京薬科大学が各1名ずつ、就職者が1名。
- 2期生15名（1948年ならびに1950年に同校を卒業）の進学先は全員が東京大学（文系9名、理系6名）。
- 3期生33名（1951年に同校を卒業）の進学先は東京大学21名、慶應義塾大学5名、東京教育大学2名、一橋大学、埼玉大学、東京学芸大学と札幌医科大学、早稲田大学が各1名ずつ。
- 4期生25名（1952年に同校を卒業）の進学先は東京大学12名、早稲田大学4名、慶應義塾大学3名、京都大学、北海道大学、順天堂医科大学、昭和医科大学、学習院大学、成蹊大学が各1名ずつ。

といった具合であった。
佐和隆光は映画監督の伊丹十三とともに小説家の筒井康隆を特別科学学級出身者に挙げているが、筒井本人は自分が学んでいたのは政府設置の特別科学学級ではなく大阪市設置の特別教室だったと述べている。
卒業者の結束は固く、第二次世界大戦後もしばしば同窓会を行っている。
- 青山博之 - 建築学者[6]、東京大学名誉教授（元東京大学工学部長・東京大学名誉教授の青山秀三郎の子息）
- 伊丹十三 - 映画監督（映画監督の伊丹万作の子息）
- 糸川嘉則 - 衛生学者、京都大学名誉教授
- 上村淳之[1] - 日本画家（日本画家の上村松篁の子息）
- 浦達也 - 元NHKディレクター、評論家、江戸川大学名誉教授
- 鹿島昭一 - 鹿島建設最高相談役（外交官・鹿島建設会長・参議院議員の鹿島守之助の子息）
- 河合秀和[1] - 政治学者、学習院大学名誉教授
- 川那部浩哉[1] - 生物学者、京都大学名誉教授
- 川西進 - 英文学者[6]、東京大学名誉教授
- 久城育夫 - 地球科学者、東京大学名誉教授
- 鈴木淑夫[1] - 日本銀行理事、野村総合研究所理事長、衆議院議員[6]
- 徳山明 - 教育学者、兵庫教育大学大学院名誉教授
- 中江陽三 - 元NHKアナウンサー[4]
- 西川禕一[1] - 電気工学者、京都大学名誉教授
- 春田博 - シチズン時計社長
- 平川祐弘 - 比較文学者[6]、東京大学名誉教授
- 平田賢 - 工学者、東京大学名誉教授
- 藤井裕久 - 衆議院議員・財務大臣[4]
- 松原謙一 - 生化学者、大阪大学名誉教授
- 吉田庄一郎 - ニコン元会長[4]、現相談役